# Polski Fiat
A Polski Fiat egy lengyel autómárka. Ezzel a névvel az olasz Fiat cég licence alapján gyártották és szerelték össze a lengyelországi Zeranban az ilyen nevű gépjárműveket.

## AII. világháborúelőtt

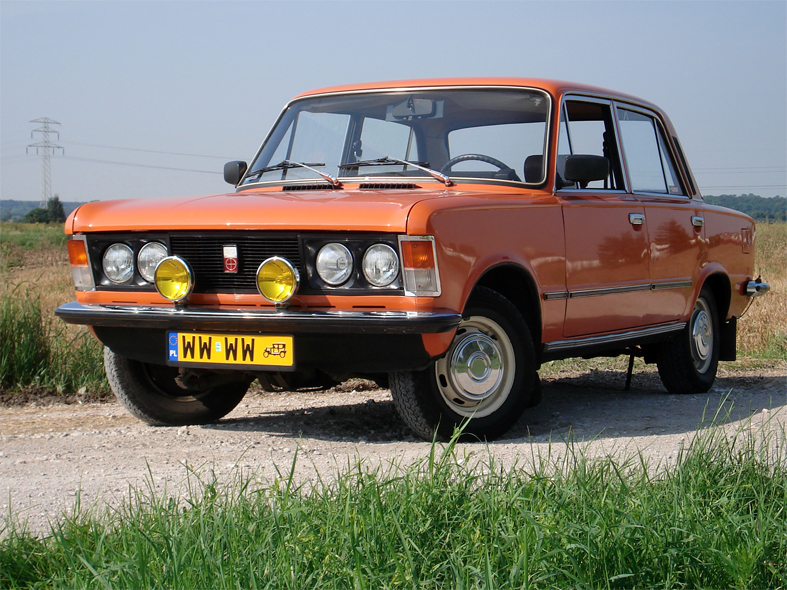
Polski Fiat 125p

A márkát 1932-ben alkották, amikor a lengyel kormányzat megegyezett a FIAT céggel, hogy gyárthassa azt varsói gyárában. Az autókat egy újonnan alakult lengyel-olasz cég, a Polski Fiat értékesítette és szervizelte. Kezdetben a járműveket olasz eredetű alkatrészekből szerelték össze (ilyen volt például a PF 508/I, vagy a Polski Fiat Topolino). Az 1930-as évek közepétől a gyár megkezdte a teljesen saját gyártású autók kibocsátását.
Főbb gyártmányok voltak:
- Polski Fiat 508/III Junak
- Polski Fiat 518 Mazur
- Polski Fiat 618 Grom
- Polski Fiat 621 L és Polski Fiat 621 R

Speciális katonai modellek, Lengyelországban gyártva:
- IIIW Łazik
- Polski Fiat 518 Łazik
- Polski Fiat 508/518: a Polski Fiat 508 és a Polski Fiat 518 keveréke

A gyártás megszűnt a második világháború kitörésével, amikor 1939-ben a németek lefoglalták a gyárat.

## A II. világháború után/FSO Polonez

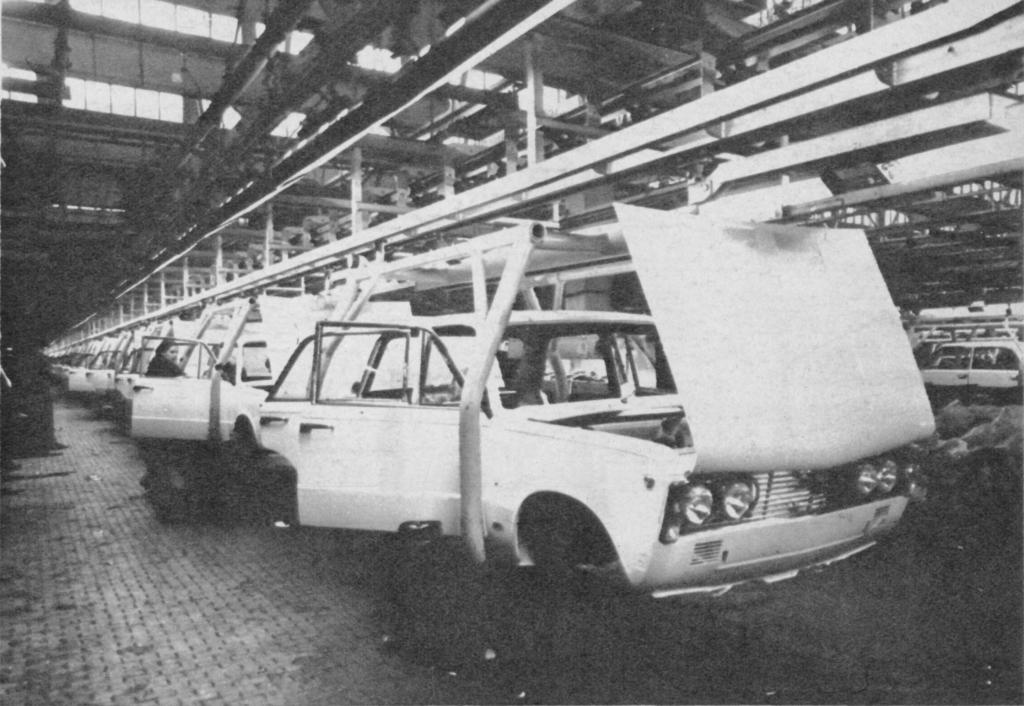
Polski Fiat 125p-k a gyártósoron (1973 előtt)

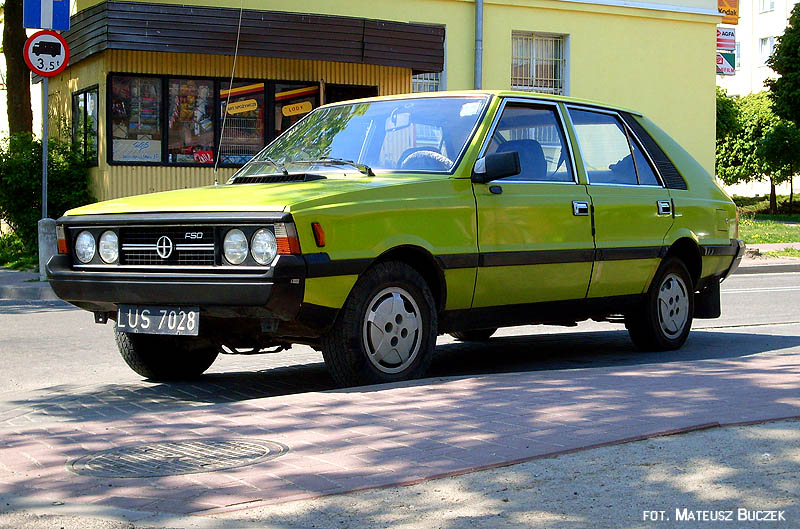
FSO Polonez MR'78

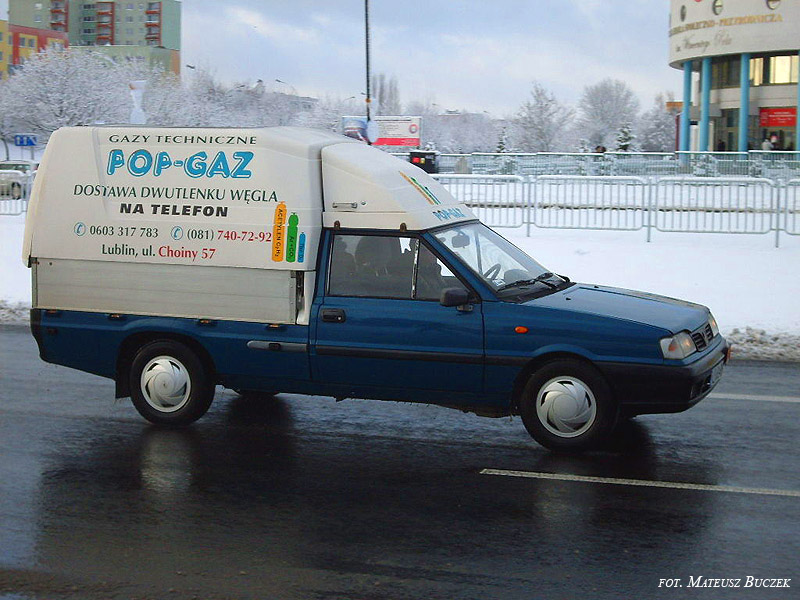
Daewoo-FSO Polonez Truck Plus ST

A Polski Fiat márka az 1960-as években jelent meg újra, ekkor a lengyel kormányzat felújította kapcsolatát a FIAT céggel, és megvásárolta a Polski Fiat 125p (beceneve: „Nagypolszki”) licencét. Az első ilyen gépjárműveket 1967-ben szerelték össze olasz alkatrészekből, a tényleges gyártásuk 1968 és 1991 között történt. Eközben a Polski Fiat márkát felváltotta az FSO 1983-ban, ami az FSO Polonezt gyártotta.
FSO Polonez
- 1978-1986 MR'78-MR'83-MR'85
- 1986-1989 MR'86-MR'87-MR'89
- 1991-1997 Caro (MR'91-MR'93)
- 1997-2002 Caro Plus (MR'97)
- 1996-1997 Atu
- 1997-2002 Atu Plus
- 1999-2002 Kombi
- 1988-1992 Truck
- 1992-1997 Truck
- 1997-2003 Truck Plus (Daewoo-FSO Truck Plus)
- 1993-1997 Cargo
- 1997-2001 Cargo Plus
- 1981 és 1983 Coupe

1973 és 2000 között egy újabb licencelt modellt gyártottak, a Polski Fiat 126p-t, ami a Fiat 126 másolata volt (beceneve a magyar köznyelvben „Kispolszki”). A különálló Polski Fiat márka az 1990-es években eltűnt, amikor a FIAT megvásárolta a lengyel gyárat, és azóta is gyárt ott saját modelleket.